# Arradon
Arradon en idioma francés y oficialmente, Aradon en bretón, es una localidad y comuna francesa en la región administrativa de Bretaña, en el departamento de Morbihan. 
Sus habitantes reciben el gentilicio en idioma francés de Arradonnais y Arradonnaises.

## Demografía
| 1 349 | 1 212 | 1 151 | 1 450 | 1 404 | 1 503 | 1 496 | 1 577 | 1 535 | 1 554 | 1 595 | 1 470 | 1 598 | 1 729 | 1 819 | 1 790 | 1 793 | 1 898 | 1 932 | 1 889 | 1 801 | 1 768 | 1 674 | 1 609 | 2 053 | 1 782 | 1 653 | 1 976 | 2 760 | 3 706 | 4 317 | 4 719 | 5 222 |
| Para los censos de 1962 a 1999 la población legal corresponde a la población sin duplicidades (Fuente: INSEE [Consultar]) |       |       |       |       |       |       |       |       |       |       |       |       |       |       |       |       |       |       |       |       |       |       |       |       |       |       |       |       |       |       |       |       |

## Hermanamientos
- Höchenschwand en Alemania desde 1988
- Upton-by-Chester en País de Gales (Reino Unido) desde 1992